# Morten Nielsen (roer)
 For alternative betydninger, se Morten Nielsen (flertydig). (Se også artikler, som begynder med Morten Nielsen)
Morten Ølgaard Nielsen (født 18. september 1980 i Fredensborg, Danmark) er en dansk tidligere eliteroer.
Nielsen udgjorde, sammen med Thomas Larsen, den danske toer uden styrmand ved OL 2008 i Beijing. Danskerne sluttede på en samlet 10. plads ud af 14 deltagende både i konkurrencen.